# Seznam dílů seriálu Modrý kód
Toto je seznam dílů seriálu Modrý kód. Český televizní seriál z urgentního příjmu Modrý kód premiérově vysílala od roku 2017 do roku 2020 stanice Prima.

## Přehled řad
- Seriál vysílaný od března 2017 do června 2020
- Seriál natáčený od srpna 2016 do května 2020

| Řada | Díly | Premiéra v ČR   | Premiéra v ČR   |
| Řada | Díly | První díl       | Poslední díl    |
| ---- | ---- | --------------- | --------------- |
| 1    | 28   | 25. března 2017 | 21. června 2017 |
| 2    | 83   | 21. srpna 2017  | 27. června 2018 |
| 3    | 73   | 27. srpna 2018  | 12. června 2019 |
| 4    | 80   | 26. srpna 2019  | 22. června 2020 |

## Seznam dílů

### První řada (2017)
| Č. v seriálu | Č. v řadě | Původní název               | Režie              | Scénář                                         | Premiéra v ČR   | Sledovanost (v mil.) |
| ------------ | --------- | --------------------------- | ------------------ | ---------------------------------------------- | --------------- | -------------------- |
| 1            | 1         | Traumaplán                  | Libor Kodad        | Lucie Paulová a René Decastelo                 | 25. března 2017 | 0,832                |
| 2            | 2         | Zabitá příležitost          | Libor Kodad        | Lucie Paulová, Iva Klestilová a René Decastelo | 25. března 2017 | 0,848                |
| 3            | 3         | Kůl v srdci                 | Libor Kodad        | Marta Fenclová a Zdeněk Viktora                | 27. března 2017 | 0,793                |
| 4            | 4         | Otrávená otravou            | Libor Kodad        | Iva Klestilová a René Decastelo                | 29. března 2017 | 0,895                |
| 5            | 5         | Turné nebo život            | Libor Kodad        | Lucie Paulová a René Decastelo                 | 3. dubna 2017   | 0,734                |
| 6            | 6         | Rande                       | Libor Kodad        | Lucie Paulová a Zdeněk Viktora                 | 5. dubna 2017   | 0,845                |
| 7            | 7         | Velká láska                 | Libor Kodad        | Lucie Paulová a René Decastelo                 | 10. dubna 2017  | 0,752                |
| 8            | 8         | Nové drogy                  | Libor Kodad        | Lucie Paulová a René Decastelo                 | 12. dubna 2017  | 0,858                |
| 9            | 9         | Bíba                        | Vojtěch Moravec    | Marta Fenclová a René Decastelo                | 17. dubna 2017  | 0,715                |
| 10           | 10        | Malé lži!!!                 | Vojtěch Moravec    | Lucie Paulová, Marta Fenclová a René Decastelo | 19. dubna 2017  | 0,856                |
| 11           | 11        | Dítě jako boží dar          | Vojtěch Moravec    | Iva Klestilová a Zdeněk Viktora                | 24. dubna 2017  | 0,749                |
| 12           | 12        | Tři v tom                   | Vojtěch Moravec    | Marta Fenclová a Evita Naušová                 | 26. dubna 2017  | 0,886                |
| 13           | 13        | Ručník v ringu              | Vojtěch Moravec    | Iva Klestilová a Zdeněk Viktora                | 1. května 2017  | 0,798                |
| 14           | 14        | Rozhodnutí o životě a smrti | Vojtěch Moravec    | Marta Fenclová a René Decastelo                | 3. května 2017  | 0,846                |
| 15           | 15        | Ztracená ledvina            | Vojtěch Moravec    | Iva Klestilová a Evita Naušová                 | 8. května 2017  | 0,608                |
| 16           | 16        | Django                      | Vojtěch Moravec    | Marta Fenclová a Zdeněk Viktora                | 10. května 2017 | 0,798                |
| 17           | 17        | Doktor robot                | Jaromír Polišenský | Iva Klestilová a Roman Kopřivík                | 15. května 2017 | 0,720                |
| 18           | 18        | Těhotenství                 | Jaromír Polišenský | Marta Fenclová a René Decastelo                | 17. května 2017 | 0,759                |
| 19           | 19        | Právo na další šanci        | Jaromír Polišenský | Iva Klestilová a Roman Kopřivík                | 22. května 2017 | 0,713                |
| 20           | 20        | Srdeční záležitosti         | Jaromír Polišenský | Marta Fenclová a René Decastelo                | 24. května 2017 | 0,841                |
| 21           | 21        | Útěk za bráchou             | Libor Kodad        | Iva Klestilová a René Decastelo                | 29. května 2017 | 0,677                |
| 22           | 22        | Velký zvíře                 | Libor Kodad        | Marta Fenclová a Roman Kopřivík                | 31. května 2017 | 0,803                |
| 23           | 23        | Bouchání na srdce           | Libor Kodad        | Iva Klestilová a René Decastelo                | 5. června 2017  | 0,649                |
| 24           | 24        | Rasputinovi tajní agenti    | Libor Kodad        | Iva Klestilová a René Decastelo                | 7. června 2017  | 0,816                |
| 25           | 25        | Poloviční radost            | Jaromír Polišenský | Iva Klestilová a Roman Kopřivík                | 12. června 2017 | 0,722                |
| 26           | 26        | Doktorské superstar         | Jaromír Polišenský | Iva Klestilová a René Decastelo                | 14. června 2017 | 0,841                |
| 27           | 27        | Primář nebo výzkum          | Jaromír Polišenský | Iva Klestilová a René Decastelo                | 19. června 2017 | 0,659                |
| 28           | 28        | Konec superdoktorů          | Jaromír Polišenský | Lucie Paulová, Marta Fenclová a René Decastelo | 21. června 2017 | 0,750                |

### Druhá řada (2017–2018)
| Č. v seriálu | Č. v řadě | Původní název              | Režie              | Scénář                                                          | Premiéra v ČR      | Sledovanost (v mil.) |
| ------------ | --------- | -------------------------- | ------------------ | --------------------------------------------------------------- | ------------------ | -------------------- |
| 29           | 1         | Den pro princezny          | Libor Kodad        | Lucie Paulová, Iva Klestilová a Roman Kopřivík                  | 21. srpna 2017     | 0,582                |
| 30           | 2         | Kdo zastavil výzkum        | Libor Kodad        | Marta Fenclová a René Decastelo                                 | 23. srpna 2017     | 0,646                |
| 31           | 3         | Utrápené děti              | Libor Kodad        | Iva Klestilová                                                  | 28. srpna 2017     | 0,663                |
| 32           | 4         | Smrt ve sklepení           | Libor Kodad        | Marta Fenclová a René Decastelo                                 | 30. srpna 2017     | 0,664                |
| 33           | 5         | Bojuj, hrdino!             | Vojtěch Moravec    | Iva Klestilová a Roman Kopřivík                                 | 4. září 2017       | 0,679                |
| 34           | 6         | Velký průser               | Vojtěch Moravec    | Marta Fenclová a Iva Klestilová                                 | 6. září 2017       | 0,709                |
| 35           | 7         | Zbytečné války             | Vojtěch Moravec    | Iva Klestilová a René Decastelo                                 | 11. září 2017      | 0,776                |
| 36           | 8         | Přepadení!                 | Vojtěch Moravec    | Marta Fenclová a René Decastelo                                 | 13. září 2017      | 0,813                |
| 37           | 9         | Granát a pistole           | Jaromír Polišenský | Marta Fenclová a René Decastelo                                 | 18. září 2017      | 0,782                |
| 38           | 10        | Nic než pravda             | Jaromír Polišenský | Roman Kopřivík                                                  | 20. září 2017      | 0,821                |
| 39           | 11        | Všechno jinak              | Jaromír Polišenský | Marta Fenclová a Iva Klestilová                                 | 25. září 2017      | 0,811                |
| 40           | 12        | Sebeobětování              | Jaromír Polišenský | Marta Fenclová a René Decastelo                                 | 27. září 2017      | 0,765                |
| 41           | 13        | Velký formát               | Libor Kodad        | Lucie Paulová a Roman Kopřivík                                  | 2. října 2017      | 0,804                |
| 42           | 14        | Ani málo, ani moc          | Libor Kodad        | Marta Fenclová a Roman Kopřivík                                 | 4. října 2017      | 0,826                |
| 43           | 15        | Bezvýznamná chyba          | Libor Kodad        | Iva Klestilová a Roman Kopřivík                                 | 9. října 2017      | 0,819                |
| 44           | 16        | Konec dobrý, všechno dobré | Libor Kodad        | Iva Klestilová a Roman Kopřivík                                 | 11. října 2017     | 0,869                |
| 45           | 17        | Přijmout trest             | Jaromír Polišenský | Tomáš Otakar                                                    | 16. října 2017     | 0,851                |
| 46           | 18        | Odrazit se ode dna         | Jaromír Polišenský | Marta Fenclová a Jaroslav Žváček                                | 18. října 2017     | 0,892                |
| 47           | 19        | Narozeniny                 | Jaromír Polišenský | Jaroslav Žváček                                                 | 23. října 2017     | 0,846                |
| 48           | 20        | Vstříc osobním dramatům    | Jaromír Polišenský | Roman Kopřivík                                                  | 25. října 2017     | 0,803                |
| 49           | 21        | Samé dobré zprávy          | Libor Kodad        | Marta Fenclová a Roman Kopřivík                                 | 30. října 2017     | 0,787                |
| 50           | 22        | Dopis z Ruska              | Libor Kodad        | Lucie Paulová, Marta Fenclová a Jaroslav Žváček                 | 1. listopadu 2017  | 0,845                |
| 51           | 23        | Cenné věci                 | Libor Kodad        | Lucie Paulová a Tomáš Vávra                                     | 6. listopadu 2017  | 0,860                |
| 52           | 24        | Nebezpečný úsek            | Libor Kodad        | Lucie Paulová a Jaroslav Žváček                                 | 8. listopadu 2017  | 0,885                |
| 53           | 25        | Úlovek                     | Vojtěch Moravec    | Lucie Paulová a Tomáš Otakar                                    | 13. listopadu 2017 | 0,880                |
| 54           | 26        | Návrat                     | Vojtěch Moravec    | Lucie Paulová, Tomáš Otakar a Štěpán Hak                        | 15. listopadu 2017 | 0,895                |
| 55           | 27        | Vše pro lásku              | Vojtěch Moravec    | Lucie Paulová, Marta Fenclová, Jaroslav Žváček a Roman Kopřivík | 20. listopadu 2017 | 0,867                |
| 56           | 28        | Nejsem ta pravá vrba       | Vojtěch Moravec    | Lucie Paulová a Roman Kopřivík                                  | 22. listopadu 2017 | 0,896                |
| 57           | 29        | Princezna na hrášku        | Libor Kodad        | Jonáš Paul a Roman Kopřivík                                     | 27. listopadu 2017 | 0,857                |
| 58           | 30        | Lepší než fénix            | Libor Kodad        | Štěpán Hak a Roman Kopřivík                                     | 29. listopadu 2017 | 0,849                |
| 59           | 31        | Kolotoč                    | Libor Kodad        | Marta Fenclová a Jaroslav Žváček                                | 4. prosince 2017   | 0,828                |
| 60           | 32        | Přepadení                  | Libor Kodad        | Tomáš Otakar                                                    | 6. prosince 2017   | 0,890                |
| 61           | 33        | Dárek                      | Vojtěch Moravec    | Marta Fenclová                                                  | 11. prosince 2017  | 0,970                |
| 62           | 34        | Všechno jde, když se chce  | Vojtěch Moravec    | Jonáš Paul a Roman Kopřivík                                     | 13. prosince 2017  | 0,901                |
| 63           | 35        | Když můžu, pomůžu          | Vojtěch Moravec    | Marta Fenclová a Roman Kopřivík                                 | 8. ledna 2018      | 0,823                |
| 64           | 36        | Na jezeře                  | Vojtěch Moravec    | Marta Fenclová a Roman Kopřivík                                 | 10. ledna 2018     | 0,851                |
| 65           | 37        | Blízká setkání             | Jaromír Polišenský | Jonáš Paul a Roman Kopřivík                                     | 15. ledna 2018     | 0,836                |
| 66           | 38        | Pády a poklesky            | Jaromír Polišenský | Jonáš Paul a Tomáš Otakar                                       | 17. ledna 2018     | 0,828                |
| 67           | 39        | Hlavně přežít...           | Jaromír Polišenský | Marta Fenclová                                                  | 22. ledna 2018     | 0,807                |
| 68           | 40        | Spadly z Marsu             | Jaromír Polišenský | Roman Kopřivík a Marta Fenclová                                 | 24. ledna 2018     | 0,861                |
| 69           | 41        | Poslední šance             | Jaromír Polišenský | Jonáš Paul a Roman Kopřivík                                     | 29. ledna 2018     | 0,920                |
| 70           | 42        | Žádná měkota               | Jaromír Polišenský | Lucie Paulová, Jonáš Paul a Roman Kopřivík                      | 31. ledna 2018     | 0,788                |
| 71           | 43        | Opravdová láska            | Jaromír Polišenský | Janek Uhrin, Lucie Paulová a Marta Fenclová                     | 5. února 2018      | 0,846                |
| 72           | 44        | Dnes naposled              | Jaromír Polišenský | Marta Fenclová                                                  | 7. února 2018      | 0,868                |
| 73           | 45        | Životní chvíle             | Libor Kodad        | Roman Kopřivík                                                  | 12. února 2018     | 0,889                |
| 74           | 46        | Rovnou do ráje             | Libor Kodad        | Roman Kopřivík                                                  | 14. února 2018     | 0,858                |
| 75           | 47        | Přežít Nonstop             | Libor Kodad        | Marta Fenclová                                                  | 19. února 2018     | 0,869                |
| 76           | 48        | Udání                      | Libor Kodad        | Marta Fenclová a Lucie Paulová                                  | 21. února 2018     | 0,856                |
| 77           | 49        | Kdo vydrží nejdýl…         | Jaromír Polišenský | Marta Fenclová                                                  | 26. února 2018     | 0,885                |
| 78           | 50        | Starostčina volba          | Jaromír Polišenský | Marta Fenclová                                                  | 28. února 2018     | 0,911                |
| 79           | 51        | Velké váhání               | Jaromír Polišenský | Roman Kopřivík                                                  | 5. března 2018     | 0,886                |
| 80           | 52        | Polojasno                  | Jaromír Polišenský | Janek Uhrin, Lucie Paulová a Roman Kopřivík                     | 7. března 2018     | 0,926                |
| 81           | 53        | Šestý smysl                | Vojtěch Moravec    | Roman Kopřivík                                                  | 12. března 2018    | 0,933                |
| 82           | 54        | Zpátky na palubě           | Vojtěch Moravec    | Roman Kopřivík a Iva Klestilová                                 | 14. března 2018    | 0,952                |
| 83           | 55        | Dvě tváře                  | Vojtěch Moravec    | Iva Klestilová a Jiří Suchý z Tábora                            | 19. března 2018    | 0,922                |
| 84           | 56        | Poslední kapka             | Vojtěch Moravec    | Radovan Snítil                                                  | 21. března 2018    | 0,897                |
| 85           | 57        | Karty nelžou               | Libor Kodad        | Jakub Roll                                                      | 26. března 2018    | 0,953                |
| 86           | 58        | Nové pořádky               | Libor Kodad        | Jana Boušková                                                   | 28. března 2018    | 0,894                |
| 87           | 59        | Moudřejší ustoupí          | Libor Kodad        | Roman Kopřivík                                                  | 4. dubna 2018      | 0,899                |
| 88           | 60        | Zázraky se dějí            | Libor Kodad        | Iva Klestilová                                                  | 9. dubna 2018      | 0,907                |
| 89           | 61        | Matka                      | Lukáš Buchar       | Jiří Suchý z Tábora                                             | 11. dubna 2018     | 0,875                |
| 90           | 62        | Lepší život                | Lukáš Buchar       | Radovan Snítil a Jiří Suchý z Tábora                            | 16. dubna 2018     | 0,902                |
| 91           | 63        | Nebezpečné sny             | Lukáš Buchar       | Jakub Roll a Iva Klestilová                                     | 18. dubna 2018     | 0,846                |
| 92           | 64        | Velký den                  | Lukáš Buchar       | Jana Boušková a Jiří Suchý z Tábora                             | 23. dubna 2018     | 0,917                |
| 93           | 65        | Čas je drahý               | Jaromír Polišenský | Iva Klestilová                                                  | 25. dubna 2018     | 0,888                |
| 94           | 66        | Trocha jedu                | Jaromír Polišenský | Iva Klestilová                                                  | 30. dubna 2018     | 0,628                |
| 95           | 67        | Sladké sny                 | Jaromír Polišenský | Jiří Suchý z Tábora                                             | 2. května 2018     | 0,849                |
| 96           | 68        | Šperky                     | Jaromír Polišenský | Radovan Snítil a Jiří Suchý z Tábora                            | 7. května 2018     | 0,722                |
| 97           | 69        | Těžko na cvičišti          | Vojtěch Moravec    | Jakub Roll                                                      | 9. května 2018     | 0,825                |
| 98           | 70        | Každý má svou cestu        | Vojtěch Moravec    | Jana Boušková                                                   | 14. května 2018    | 0,713                |
| 99           | 71        | Syndrom zlomeného srdce    | Vojtěch Moravec    | Roman Kopřivík                                                  | 16. května 2018    | 0,853                |
| 100          | 72        | Cesta k srdci              | Vojtěch Moravec    | Roman Kopřivík a Iva Klestilová                                 | 21. května 2018    | 0,805                |
| 101          | 73        | Hrdina                     | Jaromír Polišenský | Jiří Suchý z Tábora                                             | 23. května 2018    | 0,850                |
| 102          | 74        | Pomocná ruka               | Jaromír Polišenský | Radovan Snítil                                                  | 28. května 2018    | 0,801                |
| 103          | 75        | Hra s ohněm                | Jaromír Polišenský | Jakub Roll                                                      | 30. května 2018    | 0,826                |
| 104          | 76        | Podraz                     | Jaromír Polišenský | Jana Boušková                                                   | 4. června 2018     | 0,823                |
| 105          | 77        | Amazonky                   | Libor Kodad        | Roman Kopřivík                                                  | 6. června 2018     | 0,884                |
| 106          | 78        | Nůž na krku                | Libor Kodad        | Iva Klestilová                                                  | 11. června 2018    | 0,831                |
| 107          | 79        | Volá Londýn                | Libor Kodad        | Jiří Suchý z Tábora                                             | 13. června 2018    | 0,849                |
| 108          | 80        | Oslava s překvapením       | Libor Kodad        | David Litvák                                                    | 18. června 2018    | 0,748                |
| 109          | 81        | Rána                       | Vojtěch Moravec    | Roman Kopřivík, Jakub Roll a David Litvák                       | 20. června 2018    | 0,738                |
| 110          | 82        | Útěky                      | Vojtěch Moravec    | Jonáš Paul a Jana Boušková                                      | 25. června 2018    | 0,790                |
| 111          | 83        | Pohled do zrcadla          | Vojtěch Moravec    | Roman Kopřivík a Jiří Suchý z Tábora                            | 27. června 2018    | 0,827                |

### Třetí řada (2018–2019)
| Č. v seriálu | Č. v řadě | Původní název              | Režie              | Scénář                                                     | Premiéra v ČR      | Sledovanost (v mil.) |
| ------------ | --------- | -------------------------- | ------------------ | ---------------------------------------------------------- | ------------------ | -------------------- |
| 112          | 1         | V jednom ohni              | Vojtěch Moravec    | Roman Kopřivík a Iva Klestilová                            | 27. srpna 2018     | 0,738                |
| 113          | 2         | Perly z Karibiku           | Jaromír Polišenský | Jana Boušková a Jiří Suchý z Tábora                        | 29. srpna 2018     | 0,717                |
| 114          | 3         | Zdání klame                | Jaromír Polišenský | Jiří Suchý z Tábora                                        | 3. září 2018       | 0,778                |
| 115          | 4         | Výčitky                    | Jaromír Polišenský | David Litvák a Jakub Roll                                  | 5. září 2018       | 0,767                |
| 116          | 5         | Rozloučení                 | Jaromír Polišenský | Roman Kopřivík a Jiří Suchý z Tábora                       | 10. září 2018      | 0,785                |
| 117          | 6         | Bumerang                   | Lukáš Buchar       | Roman Kopřivík a Iva Klestilová                            | 12. září 2018      | 0,839                |
| 118          | 7         | Stín z minulosti           | Lukáš Buchar       | Petra Kovářová a David Litvák                              | 17. září 2018      | 0,788                |
| 119          | 8         | Tři rány                   | Lukáš Buchar       | Jakub Roll a Iva Klestilová                                | 19. září 2018      | 0,809                |
| 120          | 9         | Láska a peníze             | Lukáš Buchar       | Jiří Suchý z Tábora                                        | 24. září 2018      | 0,795                |
| 121          | 10        | Léčba prací                | Jaromír Polišenský | David Litvák                                               | 26. září 2018      | 0,746                |
| 122          | 11        | Horké chvíle               | Jaromír Polišenský | Jana Boušková a Jonáš Paul                                 | 1. října 2018      | 0,764                |
| 123          | 12        | Na dvou židlích            | Jaromír Polišenský | Iva Klestilová                                             | 3. října 2018      | 0,804                |
| 124          | 13        | Do not resuscitate!        | Jaromír Polišenský | Jiří Suchý z Tábora a Petra Kovářová                       | 8. října 2018      | 0,855                |
| 125          | 14        | Nové proudy                | Lukáš Buchar       | Jakub Roll a David Litvák                                  | 10. října 2018     | 0,780                |
| 126          | 15        | Piknik                     | Lukáš Buchar       | Jiří Suchý z Tábora                                        | 15. října 2018     | 0,806                |
| 127          | 16        | Zuby drápy                 | Lukáš Buchar       | David Litvák                                               | 17. října 2018     | 0,851                |
| 128          | 17        | Srdeční slabost            | Lukáš Buchar       | Petra Kovářová a Jana Boušková                             | 22. října 2018     | 0,884                |
| 129          | 18        | Chyták                     | Jaromír Polišenský | Iva Klestilová a Jakub Roll                                | 24. října 2018     | 0,830                |
| 130          | 19        | Čelní střet                | Jaromír Polišenský | Jiří Suchý z Tábora a Jakub Roll                           | 29. října 2018     | 0,827                |
| 131          | 20        | Manželské překvapení       | Jaromír Polišenský | Petr Hauzírek a Jakub Roll                                 | 31. října 2018     | 0,843                |
| 132          | 21        | Zpívej, Slavíku!           | Jaromír Polišenský | Jiří Suchý z Tábora                                        | 5. listopadu 2018  | 0,798                |
| 133          | 22        | Výbuch                     | Libor Kodad        | Jiří Suchý z Tábora a Jana Boušková                        | 7. listopadu 2018  | 0,755                |
| 134          | 23        | Jizva na srdci             | Libor Kodad        | Marie Menšíková a David Litvák                             | 12. listopadu 2018 | 0,905                |
| 135          | 24        | Vetřelec                   | Libor Kodad        | Iva Klestilová                                             | 14. listopadu 2018 | 0,840                |
| 136          | 25        | Volný pád                  | Libor Kodad        | Petra Kovářová a Jiří Suchý z Tábora                       | 19. listopadu 2018 | 0,840                |
| 137          | 26        | Přepadovka                 | Lukáš Buchar       | Monika Seidlová a Jakub Roll                               | 21. listopadu 2018 | 0,883                |
| 138          | 27        | Leč má krátké nohy         | Lukáš Buchar       | Jiří Suchý z Tábora                                        | 26. listopadu 2018 | 0,848                |
| 139          | 28        | Polibek brouka             | Lukáš Buchar       | Roman Kopřivík a David Litvák                              | 28. listopadu 2018 | 0,804                |
| 140          | 29        | Zranění na duši            | Lukáš Buchar       | Jana Boušková a Jakub Roll                                 | 3. prosince 2018   | 0,880                |
| 141          | 30        | Rána pod pás               | Jaromír Polišenský | Iva Klestilová a David Litvák                              | 5. prosince 2018   | 0,818                |
| 142          | 31        | Dluhy se musí platit       | Jaromír Polišenský | Jakub Roll, Petr Hauzírek a David Litvák                   | 10. prosince 2018  | 0,844                |
| 143          | 32        | Dobrý skutek               | Jaromír Polišenský | Roman Kopřivík, Jakub Roll, Marie Menšíková a David Litvák | 12. prosince 2018  | 0,860                |
| 144          | 33        | Samé lži                   | Jaromír Polišenský | Jiří Suchý z Tábora a David Litvák                         | 14. ledna 2019     | 0,750                |
| 145          | 34        | Co na srdci, to na jazyku  | Lukáš Buchar       | Roman Kopřivík a David Litvák                              | 16. ledna 2019     | 0,787                |
| 146          | 35        | Malá tajemství             | Lukáš Buchar       | Jana Boušková a Jakub Roll                                 | 21. ledna 2019     | 0,769                |
| 147          | 36        | S pravdou ven              | Lukáš Buchar       | Iva Klestilová                                             | 23. ledna 2019     | 0,863                |
| 148          | 37        | Anonym                     | Lukáš Buchar       | Jiří Suchý z Tábora a Tomáš Grombíř                        | 28. ledna 2019     | 0,767                |
| 149          | 38        | Vlastní gól                | Libor Kodad        | Jiří Suchý z Tábora a David Litvák                         | 30. ledna 2019     | 0,789                |
| 150          | 39        | Cimbál                     | Libor Kodad        | Roman Kopřivík, Martin Šafránek a Jakub Roll               | 4. února 2019      | 0,745                |
| 151          | 40        | Přímý zásah                | Libor Kodad        | Jakub Roll a Marie Menšíková                               | 6. února 2019      | 0,785                |
| 152          | 41        | Nové pokusy                | Libor Kodad        | Tomáš Grombíř, Petr Hauzírek a David Litvák                | 11. února 2019     | 0,714                |
| 153          | 42        | Míjení                     | Vojtěch Moravec    | Roman Kopřivík a David Litvák                              | 13. února 2019     | 0,831                |
| 154          | 43        | Podoby lásky               | Vojtěch Moravec    | Jana Boušková a Jakub Roll                                 | 18. února 2019     | 0,739                |
| 155          | 44        | Dvoje kopačky              | Vojtěch Moravec    | Roman Kopřivík, Jiří Suchý z Tábora a David Litvák         | 20. února 2019     | 0,783                |
| 156          | 45        | Ozvěny starých příběhů     | Vojtěch Moravec    | Petr Hauzírek a Tomáš Grombíř                              | 25. února 2019     | 0,760                |
| 157          | 46        | Co jsme si, to jsme si     | Jaromír Polišenský | Roman Kopřivík                                             | 27. února 2019     | 0,792                |
| 158          | 47        | Jednou a dost              | Jaromír Polišenský | Jakub Roll a Marie Menšíková                               | 4. března 2019     | 0,783                |
| 159          | 48        | Loučení                    | Jaromír Polišenský | Jiří Suchý z Tábora                                        | 6. března 2019     | 0,851                |
| 160          | 49        | Mám zůstat, anebo mám jít? | Jaromír Polišenský | Tomáš Grombíř a Petr Hauzírek                              | 11. března 2019    | 0,800                |
| 161          | 50        | Co se má stát, stane se    | Lukáš Buchar       | Roman Kopřivík a David Litvák                              | 13. března 2019    | 0,756                |
| 162          | 51        | Změna plánu                | Lukáš Buchar       | Jana Boušková a Jakub Roll                                 | 18. března 2019    | 0,846                |
| 163          | 52        | Poslední výstřel           | Lukáš Buchar       | Jiří Suchý z Tábora                                        | 20. března 2019    | 0,768                |
| 164          | 53        | Rána do hlavy              | Lukáš Buchar       | Petr Hauzírek a Tomáš Grombíř                              | 25. března 2019    | 0,794                |
| 165          | 54        | Dvakrát měř, jednou řež!   | Jaromír Polišenský | Roman Kopřivík a David Litvák                              | 27. března 2019    | 0,802                |
| 166          | 55        | Mít trochu štěstí          | Jaromír Polišenský | Jakub Roll a Petr Hauzírek                                 | 1. dubna 2019      | 0,768                |
| 167          | 56        | Rána do zad                | Jaromír Polišenský | Tomáš Grombíř a David Litvák                               | 3. dubna 2019      | 0,796                |
| 168          | 57        | Nechci utíkat              | Jaromír Polišenský | Jakub Roll, Marie Menšíková a David Litvák                 | 8. dubna 2019      | 0,768                |
| 169          | 58        | Rekonvalescence            | Lukáš Buchar       | Monika Seidlová, Tomáš Grombíř a David Litvák              | 10. dubna 2019     | 0,761                |
| 170          | 59        | Prachy ani práce nečekají  | Lukáš Buchar       | Petr Hauzírek, Jakub Roll a David Litvák                   | 15. dubna 2019     | 0,790                |
| 171          | 60        | Veronika                   | Lukáš Buchar       | Monika Seidlová, Tomáš Grombíř a David Litvák              | 17. dubna 2019     | 0,767                |
| 172          | 61        | Rodinná pouta              | Lukáš Buchar       | Jana Boušková, Tomáš Grombíř a David Litvák                | 24. dubna 2019     | 0,757                |
| 173          | 62        | Zahraj si se mnou          | Libor Kodad        | Jakub Roll, Petr Hauzírek, Roman Kopřivík a David Litvák   | 29. dubna 2019     | 0,757                |
| 174          | 63        | Žabí jed                   | Libor Kodad        | Martin Šafránek, Tomáš Grombíř a David Litvák              | 6. května 2019     | 0,780                |
| 175          | 64        | Šťastnou cestu             | Libor Kodad        | Marie Menšíková, Tomáš Grombíř a David Litvák              | 13. května 2019    | 0,741                |
| 176          | 65        | Malér                      | Libor Kodad        | David Litvák a Jakub Roll                                  | 15. května 2019    | 0,749                |
| 177          | 66        | Krok do neznáma            | Jaromír Polišenský | Monika Seidlová, Jakub Roll a David Litvák                 | 20. května 2019    | 0,749                |
| 178          | 67        | Pravda, nebo lež           | Jaromír Polišenský | Roman Kopřivík a David Litvák                              | 22. května 2019    | 0,767                |
| 179          | 68        | O otcích a synech          | Jaromír Polišenský | Petr Hauzírek, Jakub Roll a David Litvák                   | 27. května 2019    | 0,774                |
| 180          | 69        | Životní krok               | Jaromír Polišenský | Jana Boušková, Tomáš Grombíř a David Litvák                | 29. května 2019    | 0,857                |
| 181          | 70        | Bolestná ztráta            | Vojtěch Moravec    | Jakub Roll, Petr Hauzírek a David Litvák                   | 3. června 2019     | 0,771                |
| 182          | 71        | Žádné lhaní                | Vojtěch Moravec    | Roman Kopřivík a David Litvák                              | 5. června 2019     | 0,768                |
| 183          | 72        | Osobní problém             | Vojtěch Moravec    | Tomáš Grombíř a David Litvák                               | 10. června 2019    | 0,697                |
| 184          | 73        | Přes mrtvoly               | Vojtěch Moravec    | Roman Kopřivík, Jakub Roll, Marie Menšíková a David Litvák | 12. června 2019    | 0,751                |

### Čtvrtá řada (2019–2020)
| Č. v seriálu | Č. v řadě | Původní název            | Režie              | Scénář                                                                          | Premiéra v ČR      | Sledovanost (v mil.) |
| ------------ | --------- | ------------------------ | ------------------ | ------------------------------------------------------------------------------- | ------------------ | -------------------- |
| 185          | 1         | Rovnýma nohama           | Vojtěch Moravec    | Roman Kopřivík a David Litvák                                                   | 26. srpna 2019     | 0,597                |
| 186          | 2         | Dlužíte mi smrt          | Vojtěch Moravec    | Monika Seidlová, Tomáš Grombíř a David Litvák                                   | 28. srpna 2019     | 0,610                |
| 187          | 3         | Zkusíme to ještě jednou  | Vojtěch Moravec    | Petr Hauzírek, Jakub Roll a David Litvák                                        | 2. září 2019       | 0,663                |
| 188          | 4         | Špatné zprávy            | Vojtěch Moravec    | Jana Boušková, Tomáš Grombíř a David Litvák                                     | 4. září 2019       | 0,647                |
| 189          | 5         | Jasné slovo              | Jaromír Polišenský | Roman Kopřivík a David Litvák                                                   | 9. září 2019       | 0,720                |
| 190          | 6         | Báječní mladí muži       | Jaromír Polišenský | Petr Hauzírek, David Litvák a Jakub Roll                                        | 11. září 2019      | 0,695                |
| 191          | 7         | Rány staré i nové        | Jaromír Polišenský | Martin Šafránek, David Litvák a Tomáš Grombíř                                   | 16. září 2019      | 0,720                |
| 192          | 8         | Tady a teď               | Jaromír Polišenský | Marie Menšíková, David Litvák a Jakub Roll                                      | 18. září 2019      | 0,706                |
| 193          | 9         | Štěstí v neštěstí        | Libor Kodad        | Petr Hauzírek a Tomáš Grombíř                                                   | 23. září 2019      | 0,671                |
| 194          | 10        | Kdo lže, ten krade       | Libor Kodad        | Marie Menšíková a Jakub Roll                                                    | 25. září 2019      | 0,742                |
| 195          | 11        | Láska bolí               | Libor Kodad        | Roman Kopřivík a David Litvák                                                   | 30. září 2019      | 0,714                |
| 196          | 12        | Přiznání                 | Libor Kodad        | Monika Seidlová a Tomáš Grombíř                                                 | 2. října 2019      | 0,533                |
| 197          | 13        | Za školou                | Lukáš Buchar       | David Litvák a Jakub Roll                                                       | 7. října 2019      | 0,734                |
| 198          | 14        | Kdo z koho               | Lukáš Buchar       | Jana Boušková a Tomáš Grombíř                                                   | 9. října 2019      | 0,743                |
| 199          | 15        | Nemoc jako dar           | Lukáš Buchar       | Roman Kopřivík, Petr Hauzírek a Tomáš Grombíř                                   | 14. října 2019     | 0,705                |
| 200          | 16        | O rodičích a dětech      | Lukáš Buchar       | Roman Kopřivík, Monika Seidlová a Jakub Roll                                    | 16. října 2019     | 0,724                |
| 201          | 17        | Hloubkový ponor          | Jaromír Polišenský | Marie Menšíková a Jakub Roll                                                    | 21. října 2019     | 0,747                |
| 202          | 18        | Zbytečné otázky          | Jaromír Polišenský | Monika Seidlová a Tomáš Grombíř                                                 | 23. října 2019     | 0,735                |
| 203          | 19        | Stejná krevní skupina    | Jaromír Polišenský | Roman Kopřivík a David Litvák                                                   | 30. října 2019     | 0,743                |
| 204          | 20        | Nůž do zad               | Jaromír Polišenský | Martin Šafránek a Jakub Roll                                                    | 4. listopadu 2019  | 0,805                |
| 205          | 21        | Urvat kus života         | Vojtěch Moravec    | Petr Hauzírek a Tomáš Grombíř                                                   | 6. listopadu 2019  | 0,726                |
| 206          | 22        | Tohle není konec         | Vojtěch Moravec    | Petr Hauzírek a Tomáš Grombíř                                                   | 11. listopadu 2019 | 0,791                |
| 207          | 23        | Sladké zapomnění         | Vojtěch Moravec    | Roman Kopřivík a David Litvák                                                   | 13. listopadu 2019 | 0,784                |
| 208          | 24        | Vražedný amok            | Vojtěch Moravec    | Marie Menšíková a Tomáš Grombíř                                                 | 18. listopadu 2019 | 0,750                |
| 209          | 25        | Nebudu vám lhát          | Jaromír Polišenský | Monika Seidlová a Jakub Roll                                                    | 20. listopadu 2019 | 0,672                |
| 210          | 26        | Skrytá nebezpečí         | Jaromír Polišenský | Jana Boušková a Tomáš Grombíř                                                   | 25. listopadu 2019 | 0,768                |
| 211          | 27        | Ztráty paměti            | Jaromír Polišenský | Petr Hauzírek a Jakub Roll                                                      | 27. listopadu 2019 | 0,732                |
| 212          | 28        | Záskok                   | Jaromír Polišenský | Martin Šafránek a Tomáš Grombíř                                                 | 2. prosince 2019   | 0,730                |
| 213          | 29        | Hořká pomsta             | Jana Rezková       | Marie Menšíková a Jakub Roll                                                    | 4. prosince 2019   | 0,736                |
| 214          | 30        | Přání se má plnit        | Jana Rezková       | Monika Seidlová a Tomáš Grombíř                                                 | 9. prosince 2019   | 0,720                |
| 215          | 31        | Srdce nebo hlava         | Jana Rezková       | Roman Kopřivík                                                                  | 11. prosince 2019  | 0,688                |
| 216          | 32        | Tiskovka                 | Jana Rezková       | Jiří Suchý z Tábora                                                             | 16. prosince 2019  | 0,724                |
| 217          | 33        | Takový pěkný virálek     | Jaromír Polišenský | David Litvák a Jakub Roll                                                       | 18. prosince 2019  | 0,683                |
| 218          | 34        | Urgent v pohybu          | Jaromír Polišenský | Petr Hauzírek a Tomáš Grombíř                                                   | 13. ledna 2020     | 0,611                |
| 219          | 35        | Zdání klame              | Jaromír Polišenský | David Litvák                                                                    | 15. ledna 2020     | 0,670                |
| 220          | 36        | Otcové a dcery           | Jaromír Polišenský | Jiří Suchý z Tábora a Jakub Roll                                                | 20. ledna 2020     | 0,681                |
| 221          | 37        | Smutný klaun             | Lukáš Buchar       | Marie Menšíková a Tomáš Grombíř                                                 | 22. ledna 2020     | 0,694                |
| 222          | 38        | Láska až za hrob         | Lukáš Buchar       | Monika Seidlová a Jakub Roll                                                    | 27. ledna 2020     | 0,662                |
| 223          | 39        | Buď sbohem, lásko má     | Lukáš Buchar       | David Litvák a Tomáš Grombíř                                                    | 29. ledna 2020     | 0,706                |
| 224          | 40        | Chce to čas              | Lukáš Buchar       | Jana Boušková a Jakub Roll                                                      | 3. února 2020      | 0,646                |
| 225          | 41        | Výboj                    | Jaromír Polišenský | Martin Šafránek a Tomáš Grombíř                                                 | 5. února 2020      | 0,663                |
| 226          | 42        | Láska prochází žlučníkem | Jaromír Polišenský | Petr Hauzírek a Jakub Roll                                                      | 10. února 2020     | 0,672                |
| 227          | 43        | Atentát                  | Jaromír Polišenský | Marie Menšíková a Tomáš Grombíř                                                 | 12. února 2020     | 0,716                |
| 228          | 44        | Past na medvěda          | Jaromír Polišenský | Roman Kopřivík a David Litvák                                                   | 17. února 2020     | 0,664                |
| 229          | 45        | Chci být sám             | Lukáš Buchar       | Monika Seidlová a Jakub Roll                                                    | 19. února 2020     | 0,700                |
| 230          | 46        | Partie                   | Lukáš Buchar       | Jiří Suchý z Tábora a Tomáš Grombíř                                             | 24. února 2020     | 0,709                |
| 231          | 47        | Konzultanti              | Lukáš Buchar       | David Litvák a Tomáš Grombíř                                                    | 26. února 2020     | 0,696                |
| 232          | 48        | Jen žádnou krev          | Lukáš Buchar       | Marie Menšíková a Tomáš Grombíř                                                 | 2. března 2020     | 0,712                |
| 233          | 49        | Bezva finta              | Libor Kodad        | Petr Hauzírek a Jakub Roll                                                      | 4. března 2020     | 0,705                |
| 234          | 50        | Omluva přijata           | Libor Kodad        | Monika Seidlová a Tomáš Grombíř                                                 | 9. března 2020     | 0,622                |
| 235          | 51        | Pravidlo tři             | Libor Kodad        | Roman Kopřivík a David Litvák                                                   | 11. března 2020    | 0,726                |
| 236          | 52        | Každý o naději nestojí   | Libor Kodad        | Jana Boušková a Jakub Roll                                                      | 16. března 2020    | 0,725                |
| 237          | 53        | Černá ovce               | Vojtěch Moravec    | Marie Menšíková a Tomáš Grombíř                                                 | 18. března 2020    | 0,727                |
| 238          | 54        | Když zhasne slunce       | Vojtěch Moravec    | Jiří Suchý z Tábora a Jakub Roll                                                | 23. března 2020    | 0,759                |
| 239          | 55        | Vada na kráse            | Vojtěch Moravec    | David Litvák a Jakub Roll                                                       | 25. března 2020    | 0,690                |
| 240          | 56        | Asi budu brečet          | Vojtěch Moravec    | Monika Seidlová a Jakub Roll                                                    | 30. března 2020    | 0,691                |
| 241          | 57        | Vidět všechno            | Jaromír Polišenský | Petr Hauzírek a Jakub Roll                                                      | 1. dubna 2020      | 0,712                |
| 242          | 58        | Hudba v břiše            | Jaromír Polišenský | Marie Menšíková a Tomáš Grombíř                                                 | 6. dubna 2020      | 0,693                |
| 243          | 59        | Dva kohouti              | Jaromír Polišenský | Jiří Suchý z Tábora a Tomáš Grombíř                                             | 8. dubna 2020      | 0,682                |
| 244          | 60        | Musím jít dál            | Jaromír Polišenský | Roman Kopřivík a Jakub Roll                                                     | 13. dubna 2020     | 0,689                |
| 245          | 61        | Spravedlnost pro všechny | Lukáš Buchar       | Petr Hauzírek a Jakub Roll                                                      | 15. dubna 2020     | 0,685                |
| 246          | 62        | Dávné lásky              | Lukáš Buchar       | Jana Boušková a Tomáš Grombíř                                                   | 20. dubna 2020     | 0,754                |
| 247          | 63        | Budu tomu věřit          | Lukáš Buchar       | Monika Seidlová a Tomáš Grombíř                                                 | 22. dubna 2020     | 0,673                |
| 248          | 64        | Led a sníh a mráz        | Lukáš Buchar       | David Litvák a Jakub Roll                                                       | 27. dubna 2020     | 0,698                |
| 249          | 65        | Veteráni                 | Vojtěch Moravec    | Tomáš Grombíř a Jiří Suchý z Tábora                                             | 29. dubna 2020     | 0,698                |
| 250          | 66        | Já ji nechápu            | Vojtěch Moravec    | Roman Kopřivík, Monika Seidlová a Jakub Roll                                    | 4. května 2020     | 0,738                |
| 251          | 67        | Není to tak jednoduchý   | Vojtěch Moravec    | Monika Seidlová a Jakub Roll                                                    | 6. května 2020     | 0,716                |
| 252          | 68        | Záskok                   | Vojtěch Moravec    | Roman Kopřivík a Jakub Roll                                                     | 11. května 2020    | 0,700                |
| 253          | 69        | Spolupráce               | Lukáš Buchar       | Petr Hauzírek a Tomáš Grombíř                                                   | 13. května 2020    | 0,645                |
| 254          | 70        | Comeback                 | Lukáš Buchar       | Marie Menšíková a Jakub Roll                                                    | 18. května 2020    | 0,673                |
| 255          | 71        | Dva životy v sázce       | Lukáš Buchar       | Roman Kopřivík, David Litvák a Tomáš Grombíř                                    | 20. května 2020    | 0,650                |
| 256          | 72        | Mesiáš                   | Lukáš Buchar       | Jiří Suchý z Tábora a Tomáš Grombíř                                             | 25. května 2020    | 0,687                |
| 257          | 73        | Spanilá jízda            | Jaromír Polišenský | Marie Menšíková a Tomáš Grombíř                                                 | 27. května 2020    | 0,661                |
| 258          | 74        | Podoby mateřství         | Jaromír Polišenský | Marie Menšíková a Tomáš Grombíř                                                 | 1. června 2020     | 0,617                |
| 259          | 75        | Ten správnej čas         | Jaromír Polišenský | Monika Seidlová a Jakub Roll                                                    | 3. června 2020     | 0,684                |
| 260          | 76        | Skok do prázdna          | Jaromír Polišenský | Roman Kopřivík a Tomáš Grombíř                                                  | 8. června 2020     | 0,649                |
| 261          | 77        | Nejlepší kámoši          | Lukáš Buchar       | Petr Hauzírek a Tomáš Grombíř                                                   | 10. června 2020    | 0,631                |
| 262          | 78        | Nedělám si srandu        | Lukáš Buchar       | Monika Seidlová a Jakub Roll                                                    | 15. června 2020    | 0,676                |
| 263          | 79        | Lovci a sběrači          | Lukáš Buchar       | Roman Kopřivík, Jiří Suchý z Tábora, Jakub Roll, David Litvák a Monika Seidlová | 17. června 2020    | 0,649                |
| 264          | 80        | Pláč doktorky Růžičkové  | Lukáš Buchar       | Roman Kopřivík, David Litvák, Tomáš Grombíř a Petr Hauzírek                     | 22. června 2020    | 0,708                |